# Emma Albani

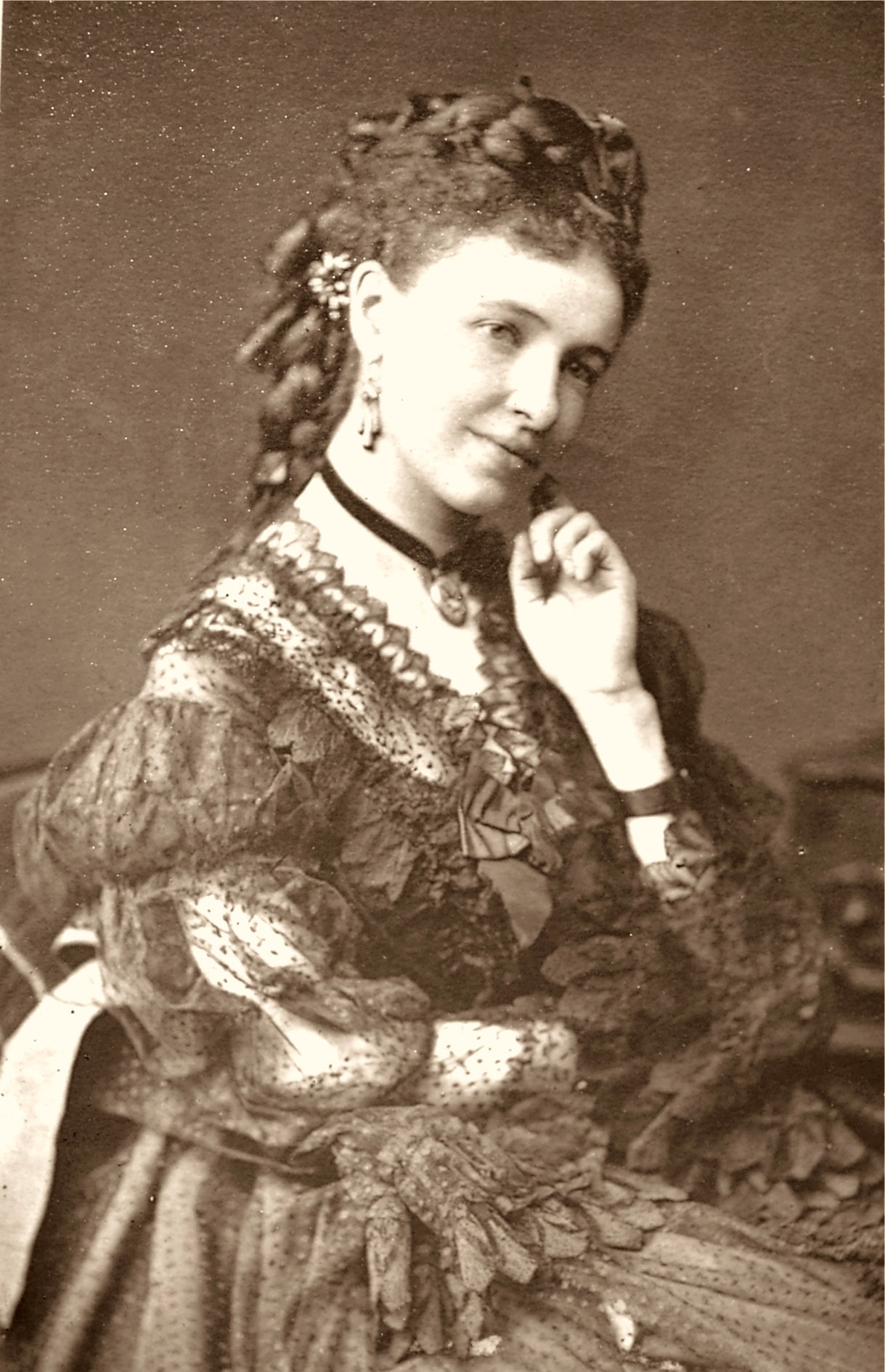
Emma Albani

Dame Emma Albani DBE, geb. Marie-Louise-Emma-Cécile Lajeunesse (* 1. November 1847 in Chambly, Québec; † 3. April 1930 in London) war eine kanadische Opernsängerin (Sopran).
Am 20. Mai 1937 ehrte die kanadische Regierung, vertreten durch den für das Historic Sites and Monuments Board of Canada zuständigen Minister, Albani und erklärte sie zu einer „Person von nationaler historischer Bedeutung“. Sie wurde als zweite Frau zur historischen Persönlichkeit erklärt.

## Leben
Albani erhielt ihren ersten Musikunterricht bei ihrem Vater Joseph Lajeunesse, der professioneller Musiker war. Die Zeit von 1858 bis 1865 verbrachte sie im Konvent der Dames du Sacré-Coeur in Montreal, wo Charles-Gustave Smith einer ihrer Lehrer war. 1865 zog sie mit ihrem Vater und ihrer Schwester Cornélia (die Mutter war bereits 1856 gestorben) nach Albany, wo sie Erste Sopranistin im Chor, Organistin und Chorleiterin an der St. Joseph’s Church wurde.
1868 ging sie nach Paris und studierte am Konservatorium bei Gilbert-Louis Duprez. Noch im gleichen Jahr reiste sie weiter nach Italien und nahm Unterricht bei Francesco Lamperti. In Italien begann auch ihre Laufbahn als Opernsängerin. In der Saison 1869–70 hatte sie ein Engagement in Messina und sang hier den Oscar in Giuseppe Verdis Ein Maskenball, die Amina in Vincenzo Bellinis La sonnambula und die Alina in Gaetano Donizettis Alina, regina di Golconda.
Nach Erfolgen in Mailand, Florenz und auf Malta erhielt sie 1871 ein Engagement am Royal Opera House, wo sie 1872, wiederum als Amina in Bellinis La Sonnambula mit Victor Capoul als ihren Verlobten Elvino, debütierte. Sie blieb dem Haus bis 1891 verbunden und sang hier u. a. die Ophelia in Ambroise Thomas’ Hamlet, die Gräfin in Mozarts Die Hochzeit des Figaro sowie die Titelrollen in Verdis Lucia di Lammermoor und Linda di Chamounix und Friedrich von Flotows Martha. Daneben trat sie 1873 in Moskau und Sankt Petersburg auf und 1874 in New York, wo sie mit der Elsa aus Lohengrin ihre erste Wagner-Oper sang. Ebenfalls 1874 gab sie ein privates Konzert vor Königin Victoria auf Windsor Castle.
Im Lauf der Jahre erweiterte sie ihr Repertoire immer mehr: sie gab die Lady Harriet in Flotows Martha, die Juliette in Charles Gounods Roméo et Juliette, die Inès in Giacomo Meyerbeers L’Africaine, die Ophélie Hamlet und die Titelrolle in Mignon von Ambroise Thomas sowie die Eva in Die Meistersinger von Nürnberg, die Senta in Der fliegende Holländer, die Elisabeth in Tannhäuser und die Isolde in Tristan und Isolde von Richard Wagner.
Flotow komponierte für sie 1878 die Oper Alma l’incantatrice, Charles Gounod 1885 das Oratorium Mors et vita. Als herausragende Oratorien- und Konzertsängerin zeigte sie sich auch in Franz Liszts Legende von der heiligen Elisabeth und Johannes Brahms Deutschem Requiem. Ab 1876 arbeitete sie mit ihrer Schwester Cornélia als Klavierbegleiterin zusammen. 1878 heiratete sie Ernest Gye, der bis 1885 Direktor der Royal Opera war und sie als Impresario betreute.
1880 trat Albani an der La Scala in Mailand auf, 1883 unternahmen sie und Adelina Patti mit dem Impresario James Henry Mapleson ein Konzertreise durch die USA, die sie nach Chicago, Washington, Baltimore und New York führte. Im gleichen Jahr besuchte sie auch erstmals wieder ihr Heimatland Kanada und trat in Montreal mit dem Geiger Alfred De Sève auf. In den 1890er Jahren arbeitete sie mit Musikern wie den Brüdern Jean und Édouard de Reszke, Pablo de Sarasate und Ignacy Jan Paderewski zusammen. 1896 verabschiedete sie sich am Royal Opera House von der Opernbühne in der Rolle der Valentine in Meyerbeers Die Hugenotten.
Aktiv blieb Albani weiterhin als Konzertsängerin: sie unternahm Konzertreisen durch Südafrika (1898, 1899, 1904), Australien (1898, 1907), Ceylon (1907), Indien (1907) und Neuseeland (1907) und trat 1906 in Kanada mit der jungen Sängerin Eva Gauthier auf. Ihre letzten Jahre waren von finanziellen Problemen überschattet, so dass ihr die britische Regierung eine jährliche Pension von £100 ausstellte, die Sängerin Nellie Melba in Australien und die Zeitung La Presse in Montreal Benefizkonzerte für sie veranstalteten. 1925 wurde Albani als Dame Commander des Order of the British Empire geadelt.